# Antonin Boyez
Antonin Boyez (né le 9 novembre 1984 à Verdun) est un athlète français, spécialiste de la marche.

## Biographie
Il remporte sept titres de champion de France en salle du 5 000 m marche, en 2008, 2010, 2011, 2012, 2013, 2014 et 2015. Il co-détient le record du nombre de titres de champion de France en salle du 5 000 m marche avec Gérard Lelièvre. En établissant la performance de 19 min 6 s à Aubière, le 17 février 2013, il devient le 4e meilleur performeur français de tous les temps de la discipline derrière Yohann Diniz, Denis Langlois et Jean-Claude Corre.
Il est également champion de France du 20 km marche en 2010, 2011 et 2014.
Il remporte l'épreuve de la Voie Sacrée reliant Bar-le-Duc à Verdun à quatre reprises en 2008, 2009, 2010 et 2011. Il détient le record de l'épreuve, organisée par le comité de la Voie Sacrée et de la Liberté en 4 h 54 min 47 s (le 11 novembre 2009)
Le 15 août 2018, il remporte l'épreuve des 21 lacets de la montée de l'Alpe d'Huez à la marche pour la seconde fois, établissant le record de l'épreuve en 1 h 19 min 47 s
Athlète international, il est sélectionné à 14 reprises en équipe de France A, participant à 3 Coupes du monde de marche en 2010, 2012 et 2014, 5 Coupes d'Europe de marche en 2009, 2011, 2013 et 2015 et 2019. Il se sélectionne pour les championnats d'Europe d'athlétisme 2014 à Zurich en réalisant son record personnel sur 20 km à la Coupe du monde de marche 2014 de Taicang (Chine) en 1 h 22 min 21 s
En 2017, il remporte la médaille d'or du 20 km marche lors des Jeux de la Francophonie, à Abidjan, en Côte d'Ivoire.